# VANILLA (バンド)
VANILLA（バニラ）は、1994年結成の日本のロックバンド。1995年デビュー。1999年4月、無期限活動停止。

## メンバー
- 川西幸一(Dr.)
- 野山昭雄(Gu.)…現WOOHOO、元THE BELL'S、LAUGHIN' NOSE。
- 坂巻晋(Ba.)…元The Wells。
- 笹本希絵(Vo.)…1994年6月加入。

## 経歴
- 93年、ユニコーンを脱退した川西が、野山、坂巻とバンドを結成。ソニーにデモテープを送ってきた笹本を発掘し加入。経歴がある三人と、今回がプロデビューとなる笹本で「VANILLA」となった。
- 奥田民生の実質的なソロデビューシングルとなった「愛のために」にはレコーディングミュージシャンとして参加。笹本を除く三人は「愛のために」テレビ番組出演時のバックバンドとして出演。
- 95年、『愛をちょうだい』でデビュー。詞の内容は女性が求める激しい恋愛をストレートに表現した内容となっている。
- 99年、無期限の活動休止となり、それぞれ音楽活動を再開するが、笹本は寿引退した。
- 2022年、「CHERRY GIRLS PROJECT」により『愛をちょうだい』がカバーリリース。レコーディングには川西、野山が参加、野山はMVも出演した。

## ディスコグラフィー

### 参加作品

#### コンピレーションアルバム
| 発売日        | タイトル                                              | 曲順      | 楽曲                   |
| ------------- | ----------------------------------------------------- | --------- | ---------------------- |
| 1998年1月21日 | 「深海伝説マーメノイド」 オリジナル・サウンドトラック | M.1       | WILD MOON              |
| 2007年11月7日 | 川西幸一 セルフセレクション                           | M.9       | 愛をちょうだい         |
| 2007年11月7日 | 川西幸一 セルフセレクション                           | M.10      | ヌードと愛情           |
| 2007年11月7日 | 川西幸一 セルフセレクション                           | M.11      | Passing                |
| 2007年11月7日 | 川西幸一 セルフセレクション                           | M.12      | つばさ                 |
| 2007年11月7日 | 川西幸一 セルフセレクション                           | M.13      | NO NO NO               |
| 2007年11月7日 | 川西幸一 セルフセレクション                           | M.14      | 楽園中毒               |
| 2007年11月7日 | 川西幸一 セルフセレクション                           | M.15      | WILD MOON              |
| 2007年11月7日 | 川西幸一 セルフセレクション                           | M.16      | 空を飛ぶ船～ROOM#412～ |
| 2007年11月7日 | 川西幸一 セルフセレクション                           | M.17      | メラ☆メラ              |
| 2007年11月7日 | 川西幸一 セルフセレクション                           | M.18      | THE SPIDER             |
| 2016年5月25日 | 森雪之丞原色大百科                                    | Disc2/M.7 | 愛をちょうだい         |
| 2016年5月25日 | 森雪之丞原色大百科                                    | Disc3/M.3 | メラ☆メラ              |

## タイアップ一覧
| 使用年 | 曲名           | タイアップ                                                    |
| ------ | -------------- | ------------------------------------------------------------- |
| 1995年 | 愛をちょうだい | テレビ朝日『かざあなダウンタウン』エンディングテーマ          |
| 1995年 | 甘い生活       | NHK-FM『ミュージック・スクエア』7月度オープニングテーマ       |
| 1995年 | ヌードと愛情   | フジテレビ系『冒冒グラフ』11月度インサートナンバー            |
| 1996年 | つばさ         | フジテレビ系『Oh!黄金サービス』エンディングテーマ             |
| 1997年 | WILD MOON      | テレビ朝日系アニメ『深夜伝説 マーメノイド』オープニングテーマ |

## 出演

### テレビ
- MUSIC STATION　(1995年、テレビ朝日)
- HEY!HEY!HEY! MUSIC CHAMP　(1995年、フジテレビ)

## カバー
| 曲名           | アーティスト                                              | 収録CD                |
| -------------- | --------------------------------------------------------- | --------------------- |
| 愛をちょうだい | ラッキー・レッグス                                        | KICK＆KISS            |
| 愛をちょうだい | Fever The Quarter （SHOGO from175R & TAKUYA from ROBOTS） | words of 雪之丞       |
| 愛をちょうだい | CHERRY GIRLS PROJECT                                      | 愛をちょうだい        |
| ヌードと愛情   | ラッキー・レッグス                                        | コズミック★ピクニック |